# Bataille de Port-Arthur
 (octobre 2010).
Si vous disposez d'ouvrages ou d'articles de référence ou si vous connaissez des sites web de qualité traitant du thème abordé ici, merci de compléter l'article en donnant les références utiles à sa vérifiabilité et en les liant à la section « Notes et références ».
Ne doit pas être confondu avec Siège de Port-Arthur ou Massacre de Port-Arthur.
Guerre russo-japonaise
Batailles
- Port-Arthur (1re)
- Chemulpo
- Yalou
- Nanshan
- Te-li-Ssu
- Incident du Hitachi Maru
- Col de Motien
- Tashihchiao
- Port-Arthur (2e)
- Hsimucheng
- Mer Jaune
- Ulsan
- Korsakov
- Liaoyang
- Cha-Ho
- Sandepu
- Mukden
- Tsushima
- Invasion de Sakhaline

La bataille de Port-Arthur est une bataille navale qui met aux prises la marine impériale japonaise et l'escadre russe au début de la guerre russo-japonaise de 1904-1905.
L'affrontement naval s'est déroulé le 8 février 1904, lorsque le Japon attaque par surprise l'escadre navale de Port-Arthur (actuelle péninsule du Liaodong, en Mandchourie, port et territoire chinois cédé à bail à la Russie en 1898 (comme Hong Kong au Royaume-Uni en 1897)).
Cette bataille navale marque le début de la guerre russo-japonaise qui se déroule entre 1904 et 1905.

## Forces en présence
Navires russes : Petropavlosk (navire amiral), Peresvet, Pobeda, Poltava, Czarevitch, Retvizan, Sevastopol. Les croiseurs Novik, Boyarin, Bayan, Diana, Pallada, Askold et Aurora.
Navires japonais : Mikasa (navire amiral), Asahi, Fuji, Yashima, Shikishima, Hatsuse, Tatsuma, Izumo, Yakumo, Asama, Iwate, Chitose, Kasagi, Yoshino.

## Déroulement de la bataille
Les forces russes sortirent du port de Port-Arthur et s'approchèrent des japonais. Ceux-ci se mirent en position de bataille, prêts à faire feu de toutes leurs pièces. Les torpilleurs japonais essayèrent de placer des mines devant Port-Arthur.
La flotte russe commença à tirer mais ses marins manquaient d'expérience,  au contraire des canonniers japonais qui firent feu et touchèrent les bâtiments adverses.
Le Bayan, l'Aurora, l'Askold, le Diana, le Pallada, Novik et Boyarin furent endommagés en infligeant plusieurs dizaines de morts aux équipages russes.